# Liste des radios en Guadeloupe
Pour un article plus général, voir Liste des stations de radio en France.
Cet article dresse la liste des radios en Guadeloupe, la Guadeloupe étant une région monodépartementale de l'Outre-mer français, un petit territoire des Antilles situé dans la mer des Caraïbes, se trouvant à environ 6 200 km de la France métropolitaine.

## Liste alphabétique
- Antilles Infos Sports (Pointe-Noire)
- Chérie FM Guadeloupe (Pointe-à-Pitre)
- Climax FM (Vieux-Fort)
- Bel'Radio (Basse-Terre)
- Fun Radio Antilles
- Guadeloupe 1re (Baie-Mahault) : depuis 2010 ; Radio Guadeloupe de 1937 à 1948, R.D.F. Radio Guadeloupe de 1948 à 1949, R.T.F. Radio Guadeloupe de 1949 à 1964, O.R.T.F. Radio-Nouméa de 1964 à 1975, FR3 Guadeloupe de 1975 à 1982, RFO Guadeloupe de 1982 à 1999, Radio Guadeloupe de 1999 à 2010
- Kilti FM (Basse-Terre)
- Média Tropical Guadeloupe (Pointe-Noire)
- Nostalgie Guadeloupe (Pointe-à-Pitre)
- NRJ Guadeloupe (Pointe-à-Pitre)
- Radio Basses Internationale (RBI) (Grand-Bourg)
- Radio Calypso (Saint-Martin (Antilles françaises)) : depuis 2003
- Radio Caraïbes international (RCI) (Pointe-Noire) : depuis 1974 ; Radio Caribbean International de 1963 à 1974
- Radio Contact (Pointe-à-Pitre)
- Radio Cosmique One (RCO) (Basse-Terre)
- Radio Côte Sous Le Vent (RCV) (Pointe-Noire) : depuis 2009
- Radio Eclair (Basse-Terre)
- Radio Gaïac (Pointe-à-Pitre)
- Radio Haute Tension (RHT Guadeloupe) (Capesterre-Belle-Eau),(Basse-Terre), (Pointe-à-Pitre),(Pointe-Noire),(Saint-Rose),(Saint-Claude),(Les Abymes), (Baie-Mahault):depuis 1985
- Radio Horizon FM (Basse-Terre)
- Radio Inter s'cool (Basse-Terre) : depuis 1992
- Radio Karata (Basse-Terre) : depuis 1982
- Radio Madras FM (MFM) (Pointe-Noire)
- Radio Massabielle (Pointe-à-Pitre)
- Radio Saphir FM (Petit-Bourg)
- Radio Sofaïa Altitude (Saint-Rose)
- Radio Souffle de Vie (Les Abymes)
- Radio Tanbou (Pointe-à-Pitre)
- Radio Tonic FM (Vieux-Habitants)
- Radio Transat (Saint-Martin)
- Radio Vie Meilleure (Les Abymes) : depuis 1982
- Radyo Tanbou (Saint-Claude)
- Steevy FM Guadeloupe (Gosier) Webradio pour le moment
- Trace.FM (Baie-Mahault) : depuis 2006 ; Radio Bis et Sun FM de 1985 à 2006
- Zouk radio (Basse-Terre)